# 携手霍桑

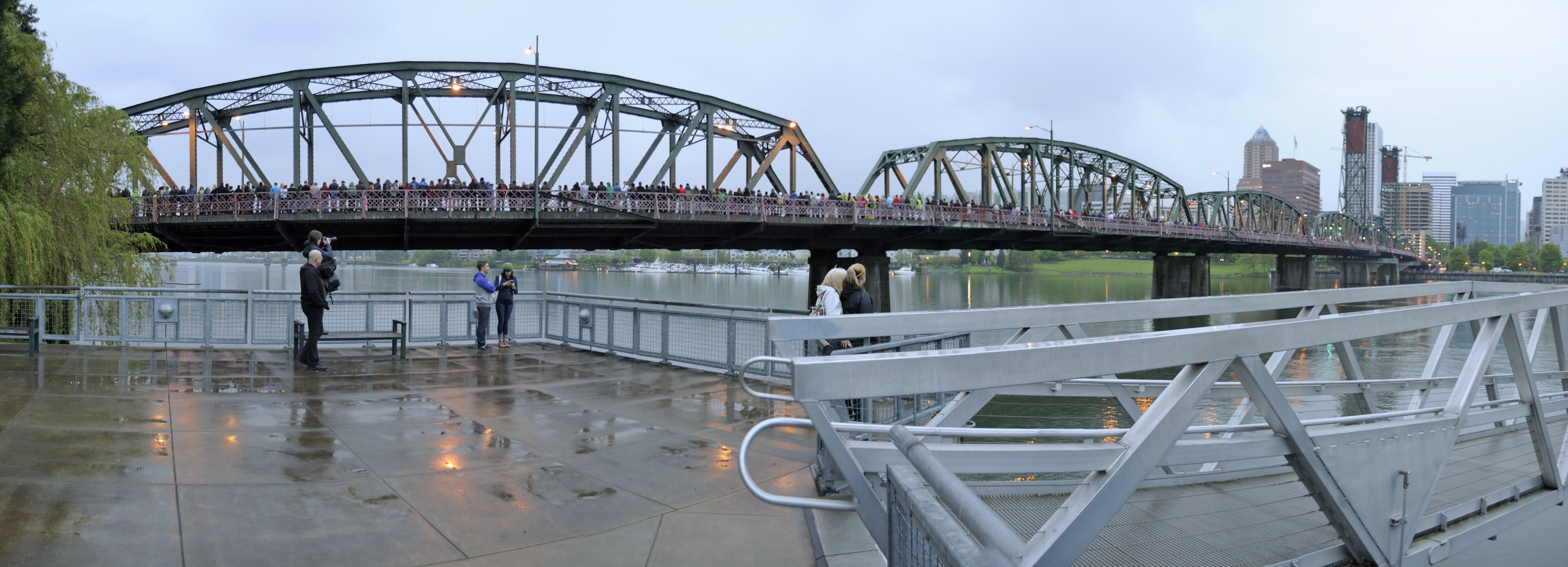
2011年5月29日，美国俄勒冈州波特兰的霍桑大桥上到处都站满“携手霍桑”的参与者。

携手霍桑（英語：Hands Across Hawthorne）是2011年5月29日在美国俄勒冈州波特兰霍桑大桥上举办的集会活动，旨在抗议一週前两名男同性恋情侣在桥上牵手经过时遭遇的暴力袭击。受到袭击的两人分别叫布拉德·福克纳和克里斯托弗·罗斯维尔，据他们和波特兰警察局所述，当时两人正从桥上经过，有五名男子在后跟踪，随后上前殴打。波特兰市长山姆·亚当斯也是同性恋，他和警察局长迈克·里斯都公开谴责这起事件，有关暴力事件的新闻在太平洋西北地区和美国各地广为流传。受袭击事件影响，波特兰旨在支持社区的非营利组织“Q中心”组建街头巡逻队，监控波特兰闹市。
事件发生后，多个和人权组织共同发起“携手霍桑”集会活动，希望参与者在霍桑大桥上携起手来，展现团结。集会信息在正式开始72小时前通过单个页面发布，结果有四千余人抵达现场响应。福克纳、罗斯维尔、亚当斯及其他多名社区领袖在现场发言。活动引起全美各地关注，华盛顿州斯波坎地区居民于6月5日在该市河滨公园的门罗街大桥举办类似的“携手门罗”集会活动。

## 背景

### 波特兰的仇恨犯罪
波特兰警察局的统计数据显示，该市因种族偏见引发的人身伤害案或“仇恨犯罪”案一度呈减少趋势，从2007年的26宗降至2009年的15宗。但2010年时，波特兰接获的仇恨犯罪报案正好超过50宗，其中有20宗與性别或性取向有关，远远超出种族因素仇恨犯罪。2010年5月，多名异装男子受到另外五名男子骚扰和殴打。警方接到报案后，波特兰旨在支持社区的非营利组织“中心”召开社区论坛大会，出席者包括波特兰警察局长迈克·里斯（Mike Reese）、市长山姆·亚当斯（Sam Adams）、地区副检察官罗德·昂德希尔（Rod Underhill）和上百位市民。受案件影响，波特兰还于2010年7月组建“酷儿巡逻队”（又名“巡逻队”），其日程就包括专门保护波特兰闹市区LGBT社群的徒步巡逻。
《波特兰水星报》（The Portland Mercury）的莎拉·米克（Sarah Mirk）认为，同性别或性取向有关的仇恨犯罪案件增多并不说明实际发生的暴力事件增多，而是在巡逻队等多种因素影响下，此类事件的报案率有显著上升。波特兰还在继续发生仇恨犯罪事件，2010年11月，波特兰东南部有一名男子在走路回家途中因被他人视为同性恋而遭毒打，当场昏迷。但据波特兰警察局统计，2011年1月1日至4月30日该市共接到八宗因偏见引发的犯罪事件报案，与2010年同期相比要少一半。

### 袭击事件

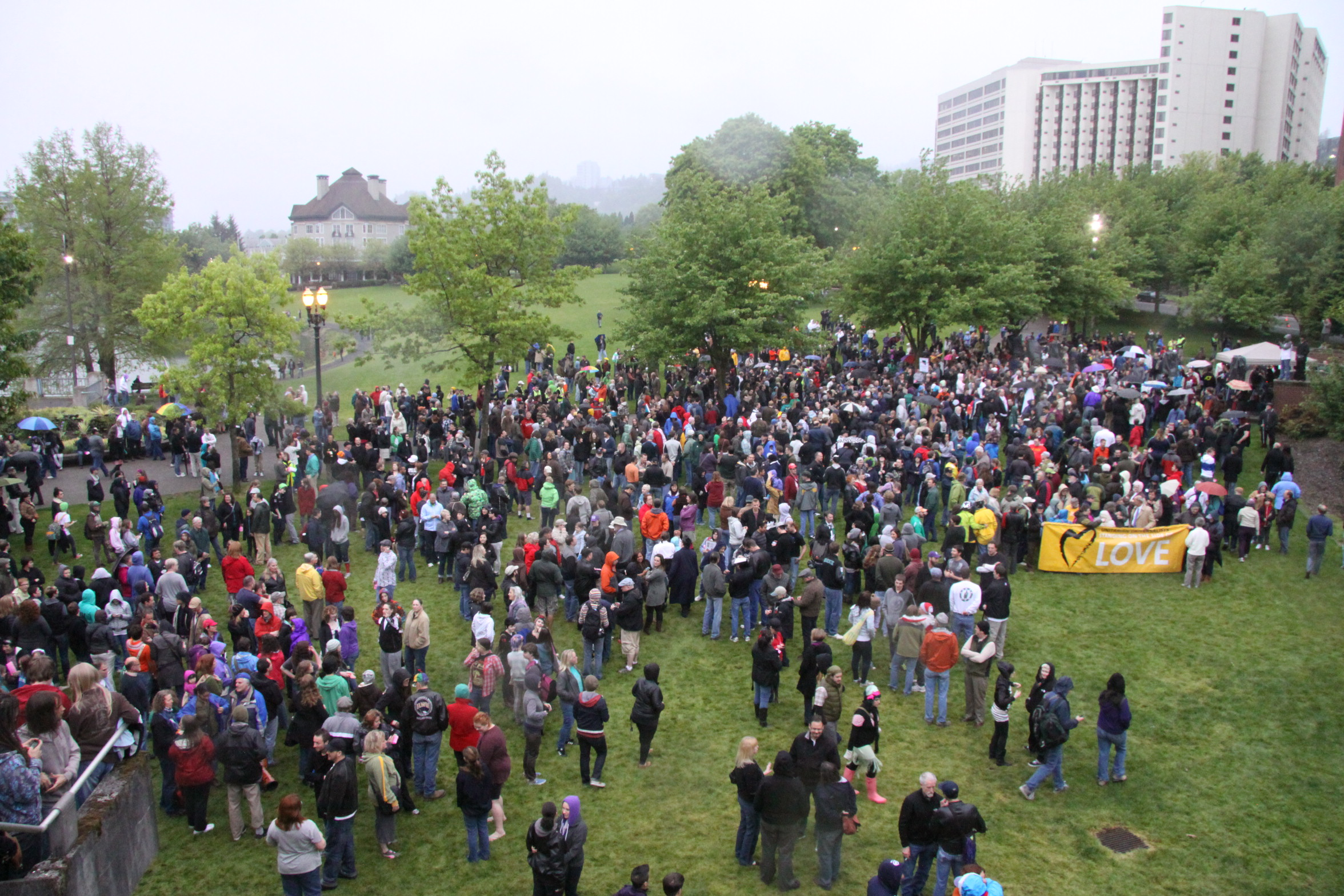
参与活动的人群聚集在汤姆·麦考尔水滨公园交叉路口和霍桑大桥，福克纳和罗斯维尔就是在这个路口开始被人跟踪，随后遭袭击。

2011年5月22日，23岁的布拉德·福克纳（Brad Forkner）和24岁的克里斯托弗·罗斯维尔（Christopher Rosevear）手牵手从波特兰霍桑大桥（Hawthorne Bridge）走过，行至东岸河滨大道时受到他人袭击。5月24日，波特兰警方公布案件详情。据福克纳和罗斯维尔所述，当时有五名男子从汤姆·麦考尔水滨公园（Tom McCall Waterfront Park）开始尾随，然后在两人沿河滨大道下桥时上前殴打。波特兰警方发布的声明称，两人在前行走时“知道身后有人交谈、发笑并且指指点点，但不肯定自己就是他们的目标”。五名男子中有三人从身后袭击福克纳和罗斯维尔。福克纳被推得撞上栏杆，又被打中多次，然后冲出人群打电话报警。据称肇事者还在继续对罗斯维尔的头部、面部、后背和胸口拳打脚踢，直到福克纳报警求助后才散去。据福克纳事后回忆，当时他并没有听到什么特别针对同性恋的冒犯言辞，但那些肇事者口中喊的应该不是英语。福克纳面部肿张，罗斯维尔的嘴唇需要缝针。两人称当时附近有多人亲眼目睹，但都没有以任何方式伸出援手。警方认为案发动机并非挑衅引起，所以按“偏见犯罪”调查。但是，殴打福克纳和罗斯维尔的五名男子身份之后一直都没有查明。
事件得到太平洋西北地区多家报纸和全美各地以同性恋为主要受众的媒体出版物报导波特兰市长山姆·亚当斯也是同性恋，他和警察局长迈克·里斯都公开发言谴责这次袭击。亚当斯称：“我们希望成为所有人都能得到最平等机遇的城市，只有大家都能平平安安，对我们的街道和公园有安全感时，这样的目标才可能实现。”事件发生时，福克纳是波特兰非营利组织喀斯喀特艾滋病计划（Cascade AIDS Project）的枢纽中心协调员，该机构在事后开展名为“团结起来手拉手”（Holding Hands, In Solidarity）的宣传活动，鼓励人们上传牵手的照片。中心同样谴责此次暴力事件，该机构志愿者再度组建巡逻队监控街头巷尾，发现仇恨犯罪后向警方报案。他们还制订计划，让巡逻队每天夜间23点至次日凌晨3点巡逻，直至万圣节周末时止。

## 集会

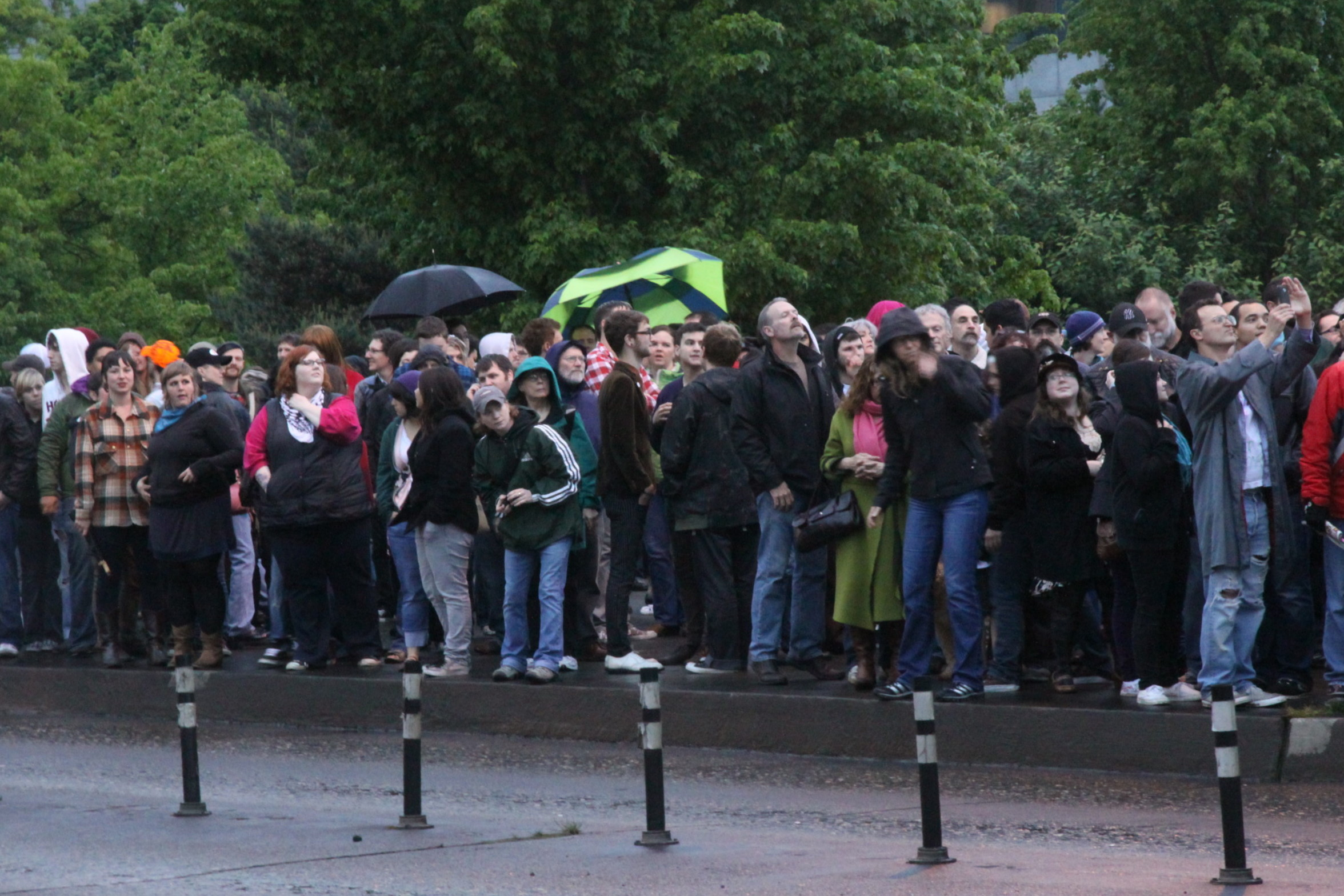
参加活动的人们聚集在霍桑大桥上

事件发生后，俄勒冈基本权利（Basic Rights Oregon）、喀斯喀特艾滋病计划、自豪大西北（Pride Northwest）、中心和地方教会组织集会活动，希望通过让人们相互牵手连接到霍桑大桥的长度来展示团结。集会信息在正式开始72小时前通过页面发布，该页面此前是喀斯喀特艾滋病计划的牵手照片画廊。另据报导，此次集会活动源自中心委员会委员、集会组织者斯蒂芬·卡塞尔（Stephen Cassell）的构想，他是在深夜想到主意后马上在上发布。在俄勒冈州推动进步主义理念的进步俄勒冈组织也主动为集会宣传。
集会于5月29日晚7点半开始，有四千余人参加。由俄勒冈州上百个分会组成的欢迎会众社区组织在现场欢迎同性恋社区成员，人权战线俄勒冈分会也来到集会现场。示威者在大桥西侧聚集，福克納和罗斯维尔的演讲拉开活动序幕。福克納在演说中称，这已经不是他首次担心个人安危，相信也不会是最后一次：
成千上万的人走在美国、走在波特兰的街头上时都感觉低人一等，仿佛他们的生命没有其他那些所谓更“正常”的同仁有价值。这种内因引发仇恨的影响可谓永无宁日，帮派暴力、抑郁、吸毒和酗酒都由此引发，以致人们不敢再公开性取向，只能守口如瓶，在黑暗的胡同和浴室中探索。如果我们只能通过保密来确保个人安危，在沉默中依然受到伤害，那还谈什么保障自身安全，爱与被爱又从何说起？

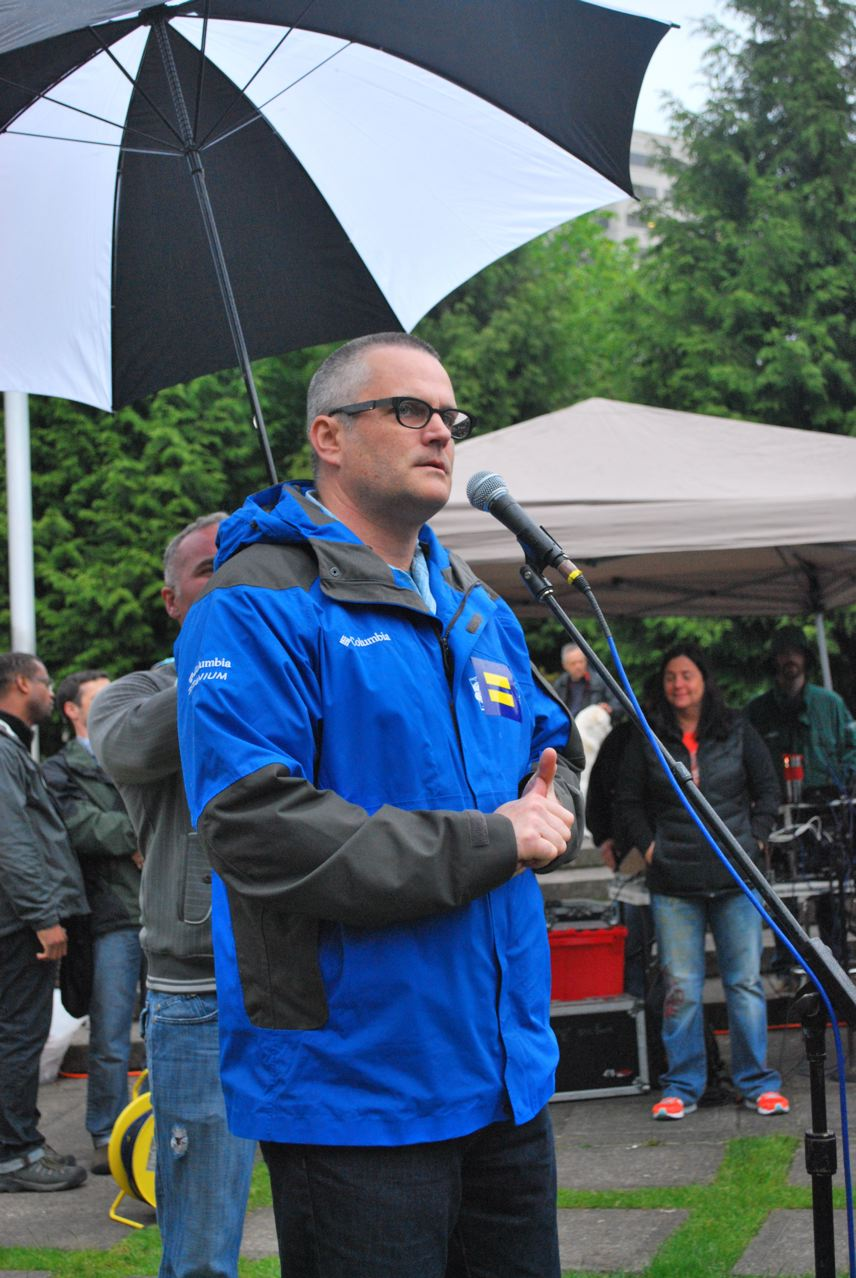
市长山姆·亚当斯在集会上演讲

福克納演说后，俄勒冈基本权利组织执行董事简娜·弗拉兹尼（Jeana Frazzini）向情侣二人致谢，然后发言说明此次牵手集会活动的象征意义，鼓励与会人士志愿加入巡逻队。集会期间，与会人士还一起高唱披头士乐队歌曲（意为“我想牵你的手”）。
据卡塞尔表示，除波特兰自豪节外，携手霍桑是该市主要权利组织合作举办时间很早的一次活动。多家媒体详细报导此次集会。《赫芬顿邮报》赞助人、波特兰联合基督教会牧师查克·库里（Chuck Currie）以此次暴力袭击和集会活动为证，质问保守福音教派及其他反同性恋权利组织造成的影响。进步俄勒冈组织和波特兰报纸《出柜吧》（Just Out）批评该市受众最多的《俄勒冈人报》（The Oregonian）居然没有报导此次活动，其中进步俄勒冈还给该报去信，呈请发行商·克里斯蒂安·安德森三世（N. Christian Anderson III）发布“公正且面面俱到”的报导。面对外界批评和超过1400人签名的呈请书，《俄勒冈人报》主编彼得·巴蒂亚（Peter Bhatia）表示，没有报导此次集会属于“人为失误”导致的“过失”。
携手霍桑过去一周后，市长亚当斯及下属官员在波特兰市政厅携手表示团结一致。6月5日，华盛顿州斯波坎地区居民在该市河滨公园（Riverfront Park）的门罗街大桥（Monroe Street Bridge）举办类似的“携手门罗”（Hands Across Monroe）集会活动，中心对活动提供赞助。